# 酒樓

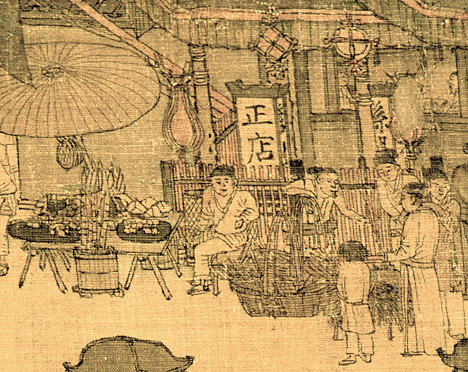
《清明上河圖》中一家酒樓的門口

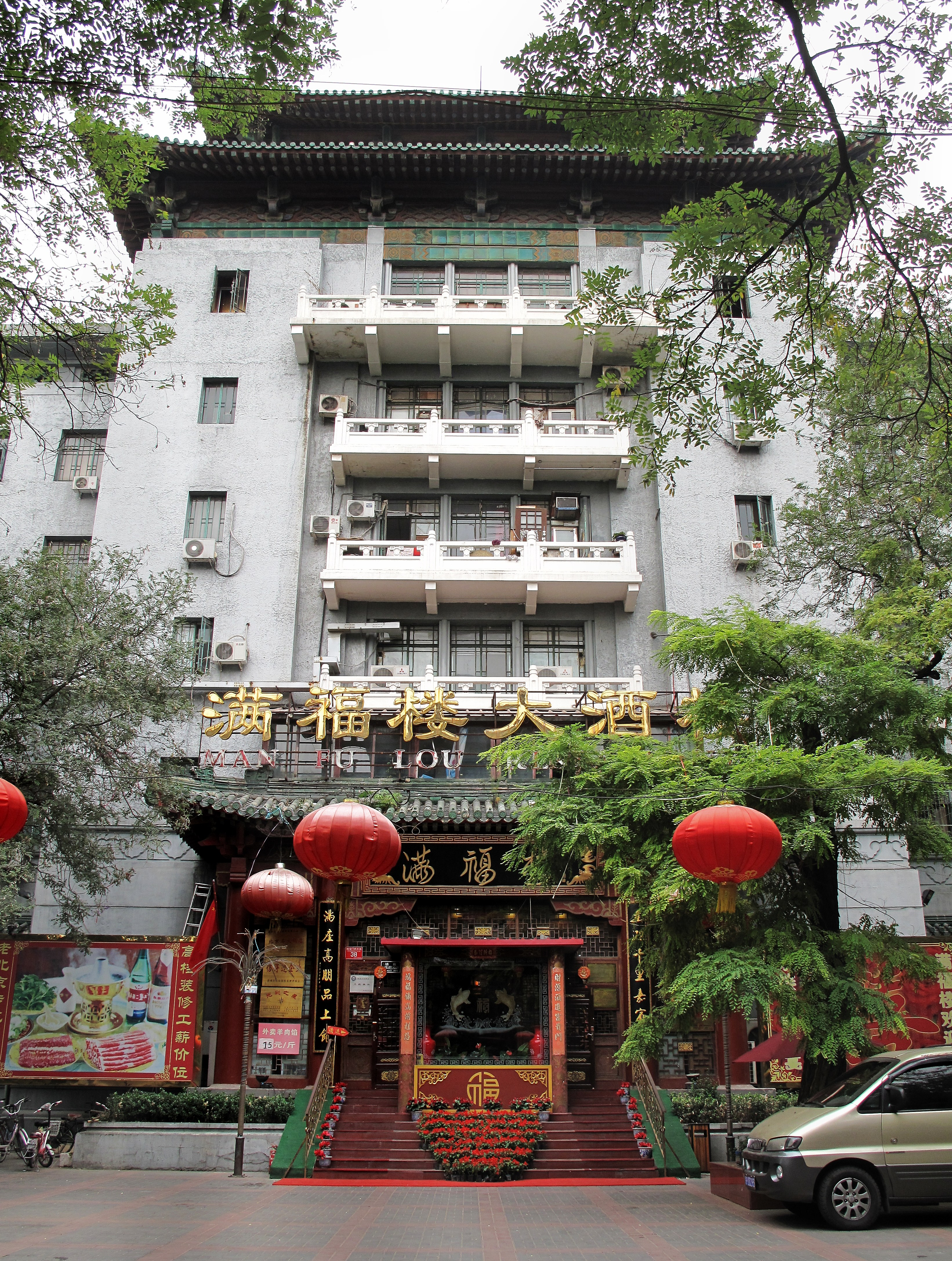
現代的大酒樓（北京）

酒樓是一種傳統的中式餐館。酒樓早於唐朝之前經已存在，除了吃飯、喝酒之外，還是社交場所，文人會在酒樓興詩作賦，商人也會在酒樓談生意簽約。有些有藝人表演，陪侍助興或彈曲。由於是人們聚集的地方，甚至能從中能獲得許多小道消息。唐代起又把酒樓稱為旗亭，本來是指有提供住宿且有歌妓、舞女表演陪侍的宴飲場所，後來沒有住宿設施的也稱為旗亭。
近代廣東酒樓發展蓬勃，形成特有的粵式酒樓文化，並流傳到香港，成為香港飲食文化的重要部份，港式酒樓文化也流傳至世界各地。

## 歷史
酒樓的前身是酒肆。酒是進入市場比較早的食品，先秦就有了酒肆。如《詩經‧伐木》：「有酒湑我，無酒沽我」，家中有酒就取來喝，家中無酒就到市場去買；《論語‧鄉黨》也有「沽酒市脯，不食」的戒條，怕從市場買來的酒肉不清潔，不敢吃。可見當時賣酒的酒肆與釀酒的酒坊是一體的。漢代統治者一度打算壟斷酒的釀造和售賣，但不成功。當時酒肆已經遍及全國許多城市自西漢張騫通西域後，隨著中外交流的發展，胡人開始大量湧入中原內地，不少胡人以經營酒肆為生，當時人稱他們為「酒家胡」。長安的東西兩市和城東面的青綺門（簡稱「青門」）是酒家胡的集中之地。在胡人酒肆中，當壚售酒的多是胡族女子，她們被稱為「胡姬」。
唐代以前，酒肆的規模一般較小，多為平面建築。唐代時，規模宏大的酒樓開始興起，它們數量眾多，分布廣泛。唐詩中有不少提到酒樓的詩句，僅以詩仙李白的詩為例，《猛虎行》云：「溧陽酒樓三月春，楊花漠漠愁殺人。」《憶舊遊寄譙郡元參軍》云：「憶昔洛陽董糟丘，為余天津橋南造酒樓。」《寄東魯二稚子》云：「南風吹歸心，飛墜酒樓前。」《送當塗趙少府赴長蘆》云：「揺扇對酒樓，持袂把蟹螯。」在唐代，酒樓逐漸成為大型酒肆的代稱，他們的生意也往往十分火爆。由於唐代的大多數建築仍為低矮的單層房屋，因此高高聳立的酒樓就顯得格外引人注目。
唐代中期以前，由於實行比較嚴格的坊市制度，居住區的「坊」和商業區的「市」彼此分離，各項交易多被限制在「市」內，和其他店肆一樣，城內的酒肆也多分布在「市」內。也有少量的酒肆分布於「坊」內，不過，由於唐代前期坊市制度實行得較為嚴格，坊中出現酒肆只是極個別的現象。直到唐代中後期，隨著坊市制度的逐漸衰落，坊中的酒肆才逐漸多起來。對此，文獻中亦有反映，如司馬光《資治通鑑》卷236載：唐順宗時，王叔文、王伾當權，來求他們辦事的人很多，「於是叔文及其黨十餘家之門，晝夜車馬如市。客候見叔文、伾者，至宿其坊中餅肆、酒壚下，一人得千錢，乃容之」。雖然如此，唐代中後期坊中出現的這些酒肆與當時「市」內的酒肆相比仍屬少數。可以說，唐一代酒肆基本局限於作為商業區的「市」內。
唐代酒肆在經營時間上也受到了很大限制。唐代實行的坊市管理制度，禁止店肆夜間營業。夜間賣酒被視為非法，要受到官府的糾察。唐代中後期，隨著坊市制度開始崩潰，商業經營在打破空間限制的同時，也打破了時間限制，夜市逐漸發展起來了。其中，酒肆經營更是起到了帶頭和先鋒作用，酒肆業是唐代夜市的中心和主幹，圍繞著它而開展著其他商品的夜市交易。晚唐詩歌對酒肆的夜間經營也多有反映，如張籍《寄元員外》云：「月明台上唯僧到，夜靜坊中有酒沽。」王建《寄汴州令狐相公》稱：「水門向晚茶商鬧，橋市通宵酒客行。」唐代後期，酒肆雖然已經突破了夜禁的限制，出現了夜間經營的情況，但這種現象還不太普遍。
即使受到諸多限制，唐代酒肆業極為繁盛。從繁華的城鎮到鄉村僻野，大大小小的酒肆星羅棋布，呈現一片繁榮景象，這是前代所不曾有的。都城長安的酒肆業居全國之首，城內酒肆主要分布在東西兩市和東門、華清宮外闕津陽門等交通要道一帶。長安城外的灞陵、蝦蟆陵、新豐、渭城、馮翊、扶風等地也有眾多酒肆。其中，長安西郊的渭城，是通往西域和巴蜀的必經之地。唐人西送故人，多在渭城酒肆中進行，留下了許多渭城酒肆餞別的名句，如王維《渭城曲》云：「渭城朝雨浥輕塵，客舍青青楊柳春。勸君更盡一杯酒，西出陽關無故人。」長安以外，洛陽、揚州、益州等通都大邑和州郡治所都有酒肆。大中城市和州郡治所以下的縣邑和鄉村也有酒肆，只不過規模往往較小罷了。
為了招攬酒徒，唐代酒肆利用各種手段促銷，如酒旗招牌的炫耀，美麗少女的當壚，音樂歌舞的助興，美貌酒妓的佐飲等。其中，酒旗一般懸掛於酒肆門口，人們一望見酒旗，便知下有酒肆。以年輕貌美的女子當壚賣酒是唐代酒肆通用的促銷手段，如白居易《東南行一百韻》云：「軟美仇家酒，幽閒葛氏姝。十千方得斗，二八正當壚。」音樂歌舞的助興也是唐代酒肆慣用的促銷手段，唐代酒肆中的音樂氣氛相當濃烈，客人飲酒之際，酒肆雇用的專業樂師臨場獻技，美妙的樂曲歌聲將酒客帶入了亦醉亦仙的境界。酒妓佐飲則是唐代酒肆新出現的促銷手段，酒妓與普通的當壚女子不同，要陪顧客飲酒，這是以美貌女性服務來吸引顧客的手段之一。
除了現錢交易為主外，唐代的酒肆還接受以物換酒，以物品抵押質酒，憑信用賒酒等。以物換酒，唐詩中多有反映，最著名的要數李白《將進酒》所詠：「五花馬，千金裘，呼兒將出換美酒，與爾同銷萬古愁。」以物質酒與以物換酒不同。以物換酒是以貨易貨，而以物質酒只是以物作抵押，日後還可贖回。據《杜陽編》所記，公主的步輦夫曾把宮中錦衣質在了廣化坊的一個酒肆中。憑信用賒酒，古亦有之，唐詩中詩人們也屢屢吟詠，如王績《過酒家五首》之五云：「來時長道貰，慚愧酒家胡。」
宋代時，基本上已無外族人在內地開辦酒肆的記載了，胡姬當壚的情景成為一種遙遠的歷史記憶。隨著坊市制度的徹底崩潰，與其他飲食店肆一樣，宋代酒肆突破了「市」的地域限制，大小酒肆分布於城內的大街小巷，同民居官署交相混雜。與唐代不同，宋代酒肆和現代一樣都朝著大街開門啟戶，二層三層的酒樓臨大街而屹立，這些情形都是在宋代才開始出現的。在營業時間上，宋代酒肆也不再像唐代那樣受到限制。同現代一樣，宋代酒肆實行的多是全天候營業，人們到酒肆飲酒，可以隨到隨飲。
北宋都城汴京的酒樓尤其繁盛，對此，孟元老《東京夢華錄》卷二《酒樓》載：「大抵諸酒肆瓦市，不以風雨寒暑，白晝通夜，駢闐如此。」當時，北宋東京城內共有72家大酒樓，稱為「在京正店七十二戶」。為了吸引顧客，宋代酒樓十分講究以特色取勝。以北宋東京的酒樓為例，在建築設計上，各大酒樓的風格不盡相同。東京72家酒樓正店，有的正店前有樓後有台；有的正店，三層相高，五樓相向，各有飛橋欄檻，明里相通；有的正店，入其門，南北天井兩廊皆小閣子，類似今天酒店內的雅間，使酒客飲酒互不干擾；還有些正店具有園林宅院風格，這從它們的名稱上可以看出，如中山園子正店、蠻王園子正店、朱宅園子正店、邵宅園子正店等。
明朝建國之初，明太祖本來主張禁酒，後來卻為了充實國庫改變了主意。工部在南京江東諸門外建了「鶴鳴」、「醉仙」、「謳歌」、「鼓腹」、「來賓」等十六（又說十五）座大樓。其中「來賓」、「重譯」二樓用於專門接待外國使節，又向贊助文武官員可免費於醉仙樓飲宴。永樂年間鄭和下西洋揚威海外，各國使臣商賈雲集南京，令一眾酒樓高朋滿座，盛況空前。明清兩代不少文學作品均有描寫大小酒樓酒肆的情況，如《水滸傳》武松打虎一段就有景陽崗小酒店、明人蔣一葵《長安客話》《小村店》就描寫明神宗巧遇店主一幕、《警世通言》《俞仲舉題詩遇上皇》、《初刻拍案驚奇》卷三和明末清初小說集《鼓掌絕塵》均有描述酒樓的情節。
到了清代，酒樓的風氣更盛，趙駿烈《燕城燈市竹枝詞·北京風俗雜詠》有道：「九衢處處酒簾飄，淶雪凝香貫九霄。萬國衣冠咸列坐，不方晨夕戀黃嬌。」乾隆年間創立的松鶴樓、始創於光緒二十八年(1902年)的厚德福酒樓都是著名的酒樓。在廣州更出現粵式酒樓。現存最古老的粵式酒樓，始建於清光緒年間的陶陶居、榮華樓和廣州蓮香樓。粵式酒樓輾轉傳至香港和澳門等地。清末時，酒樓亦傳至台灣，台北的平樂遊、東薈芳，台南的醉仙樓、寶美樓，都是台灣士紳與日本人聚會場所。

## 龍鳳大禮堂
廣東式的酒樓大多設有囍字禮堂，最大特色是當中一對貼有金箔的木雕龍鳳。
龍鳳大禮堂於六七八十年代非常風光，至90年代到千禧後日漸式微，直至2017年，偏偏有年輕人反其道而行，要在龍鳳前成婚。龍鳳「呈祥」，還望有靈獸加持的婚約誓盟呈祥，也情長。
2018年，龍鳳雕刻工匠蕭炳強接受訪問時表示，最初的龍雕有雲蓋住龍身，因為有句說話叫神龍見首不見尾，不會整條龍出現，而浙江師傅一直都是這樣做。但當中的高低落差掌握不好就會不美觀，後來廣東師傅想省功夫省時間，就說服酒樓老闆整條龍出現更有氣派，因此才演變成後來的模樣。

### 鑽石酒家
1947年開張的鑽石酒家可說是香港最金碧輝煌的龍鳳大禮堂，儘管酒家已於2002年結業，但其上環店龍鳳大禮堂卻捐予文化博物館，好好保留。2018年，鑽石酒家第三代後人梁智宏（Andrew）和其母親梁甘秀玲（Margaret）接受訪問時直言當年捐贈實在不捨，因為它盛載了三代人的回憶。

## 食物

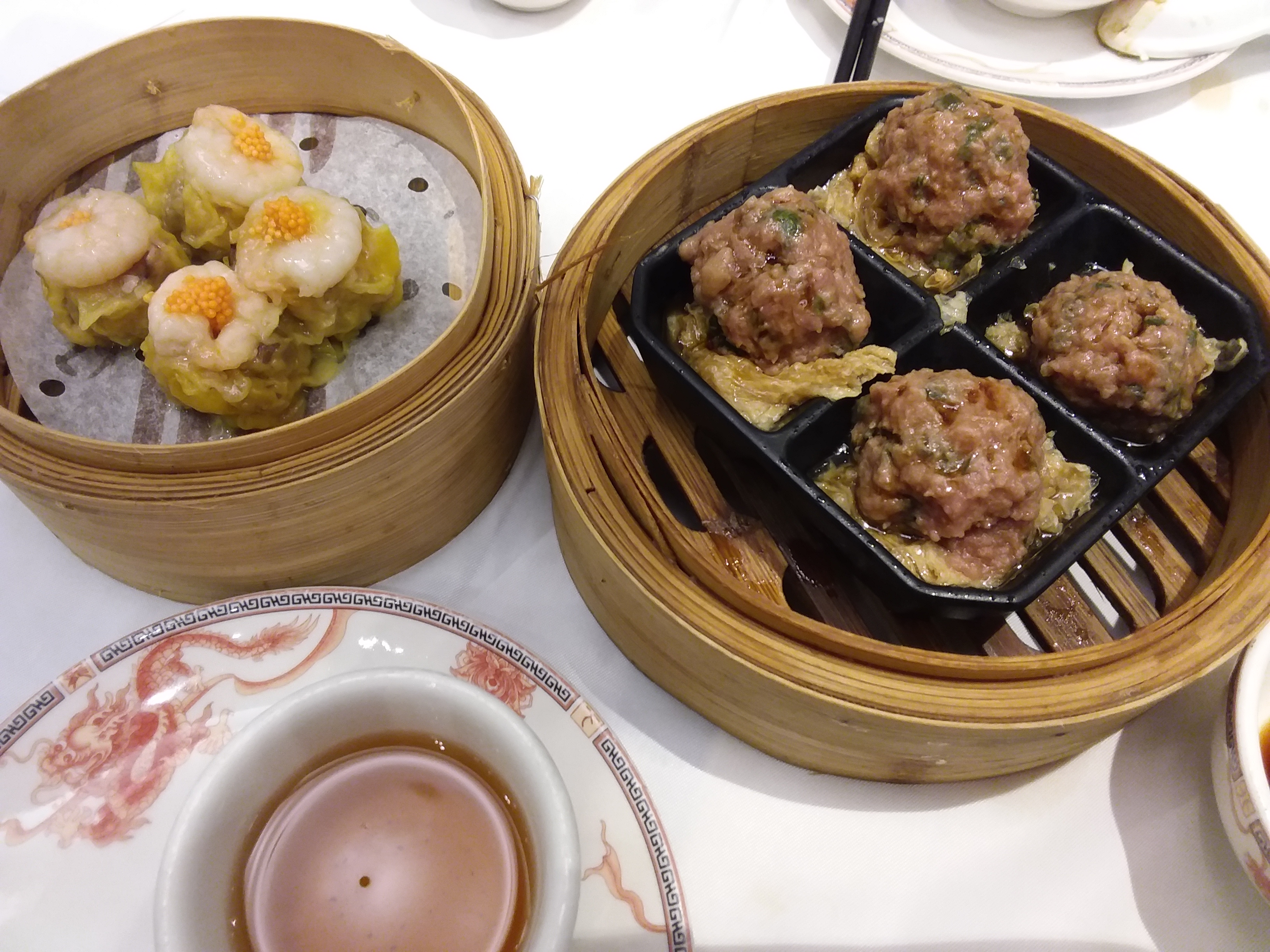
點心
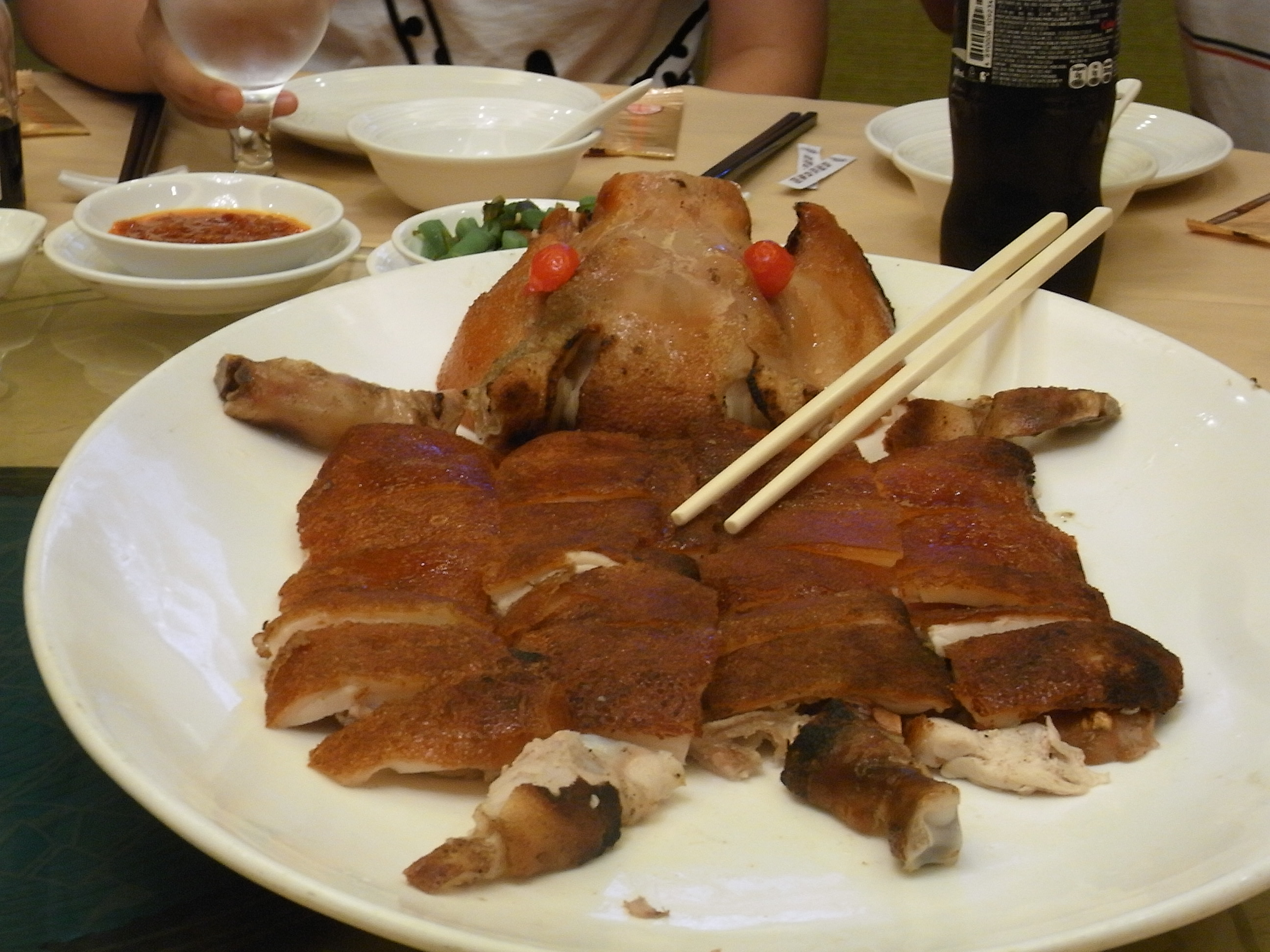
乳豬
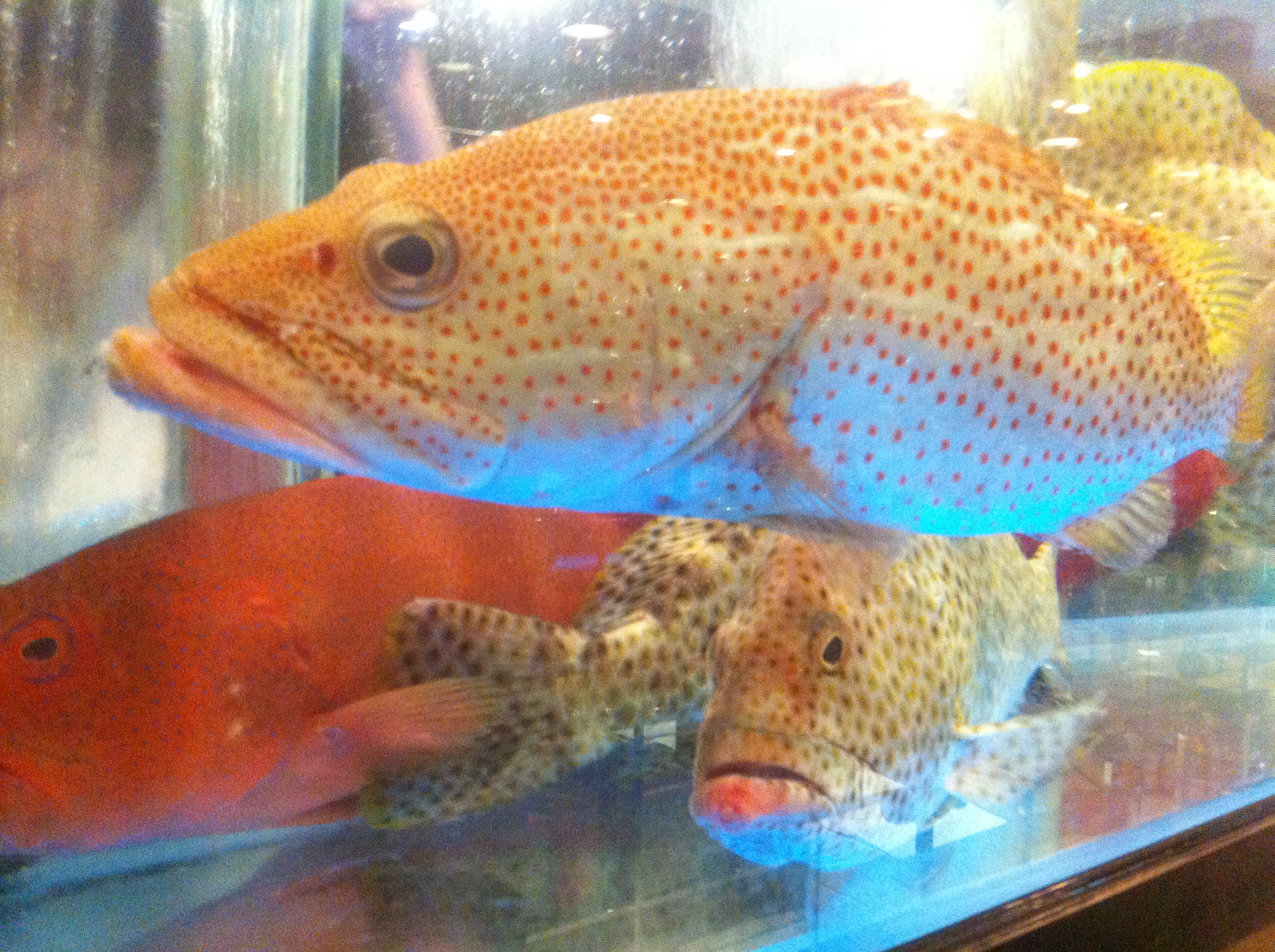
海鮮
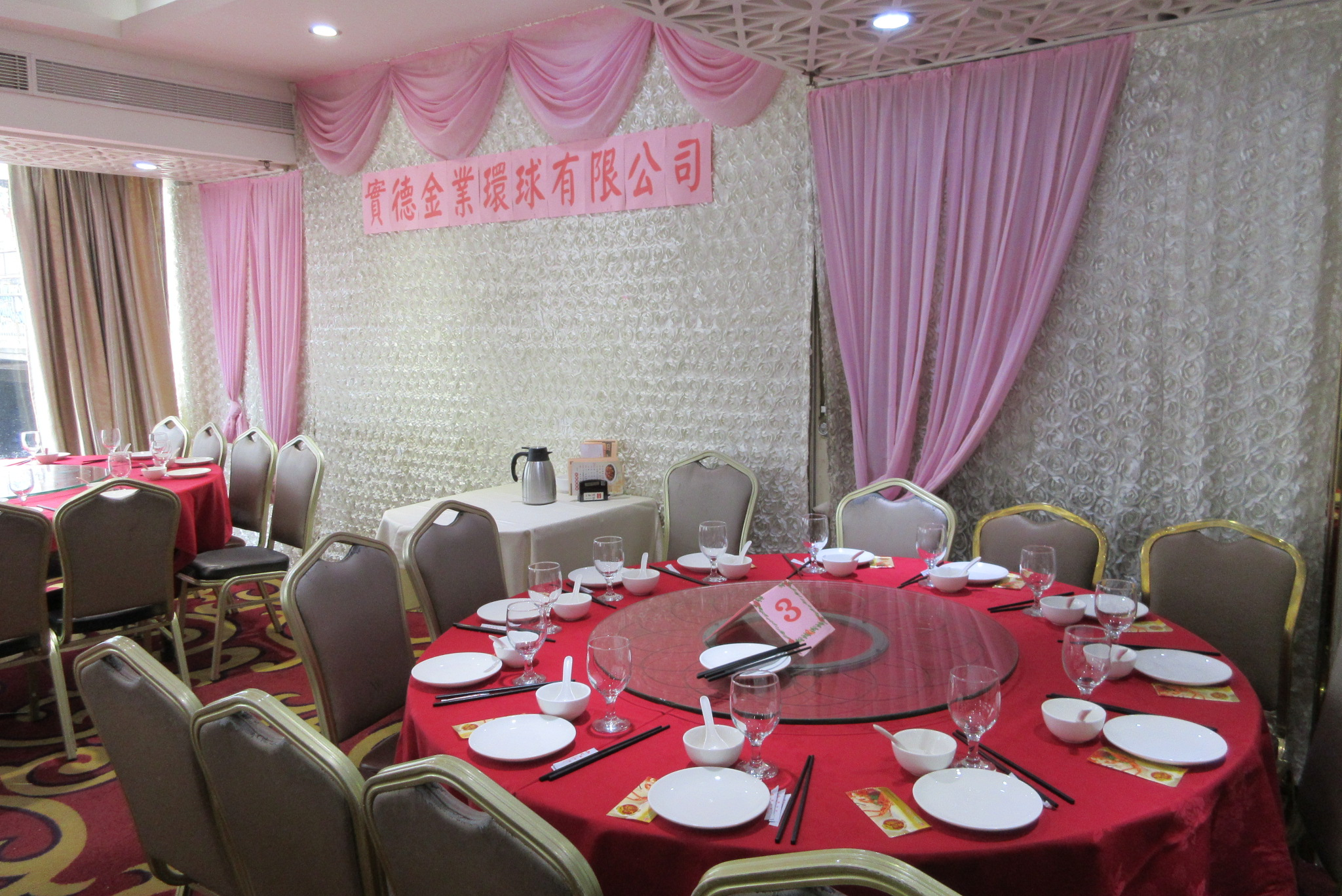
擺酒
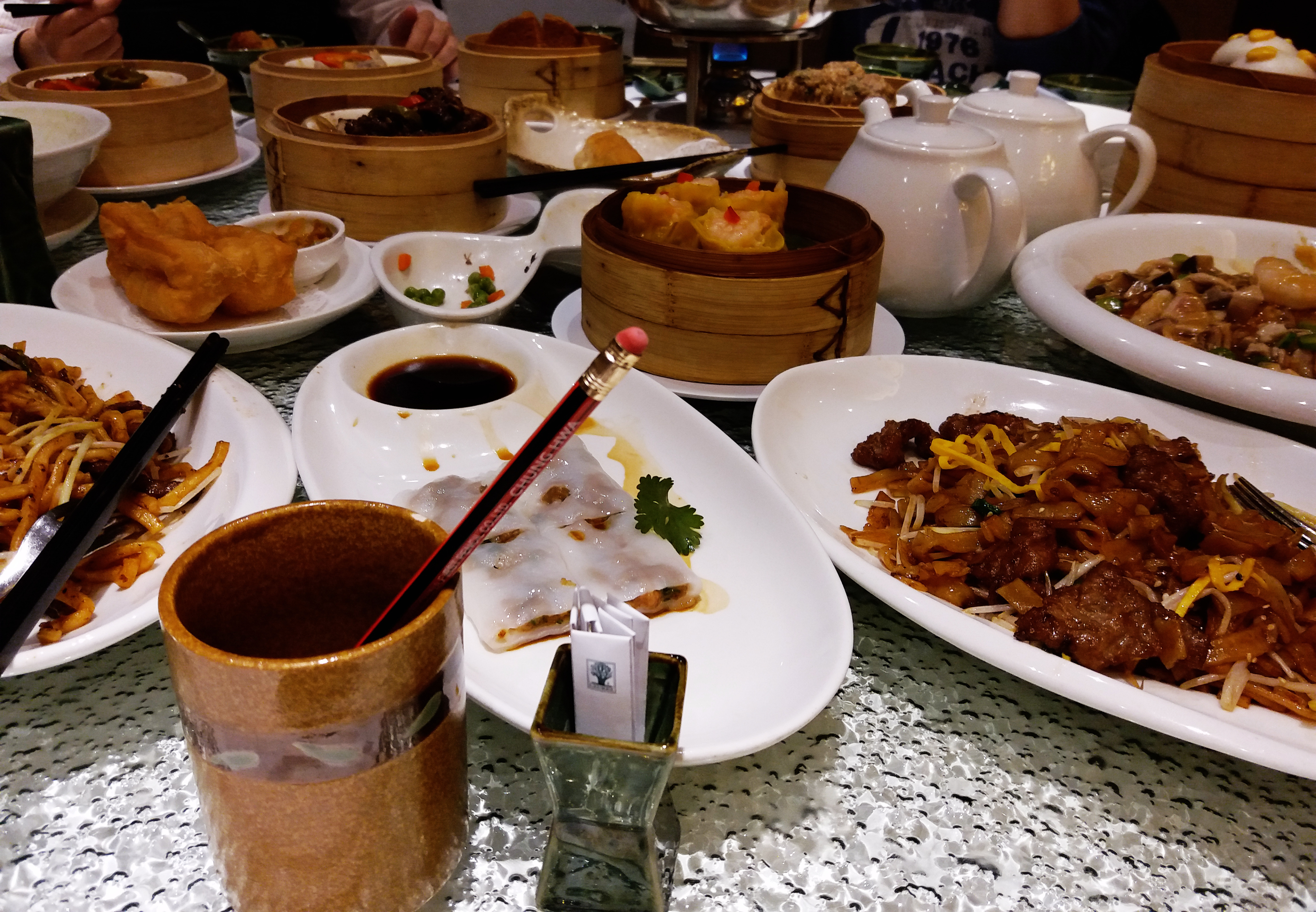
飲茶
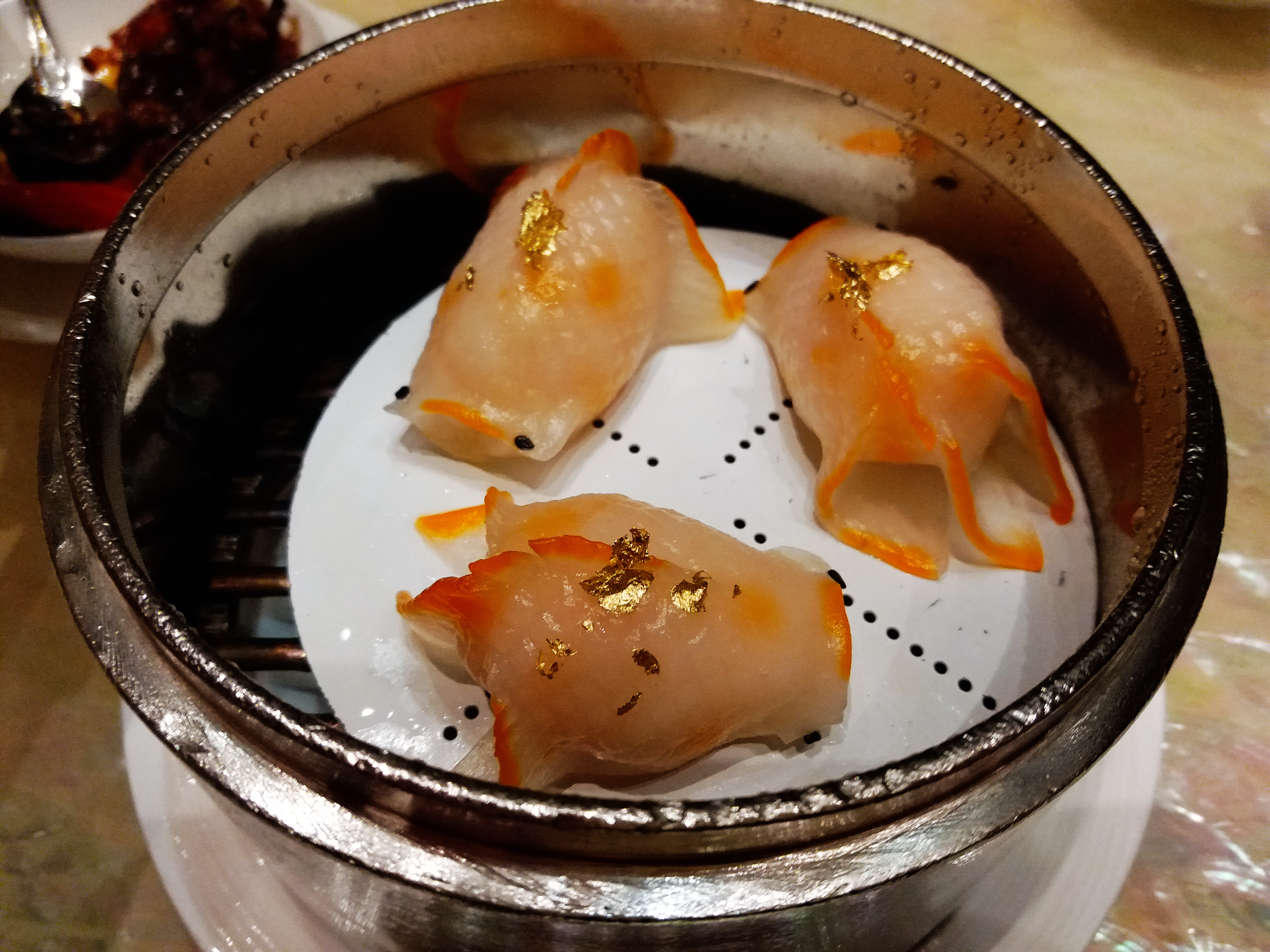
蝦餃
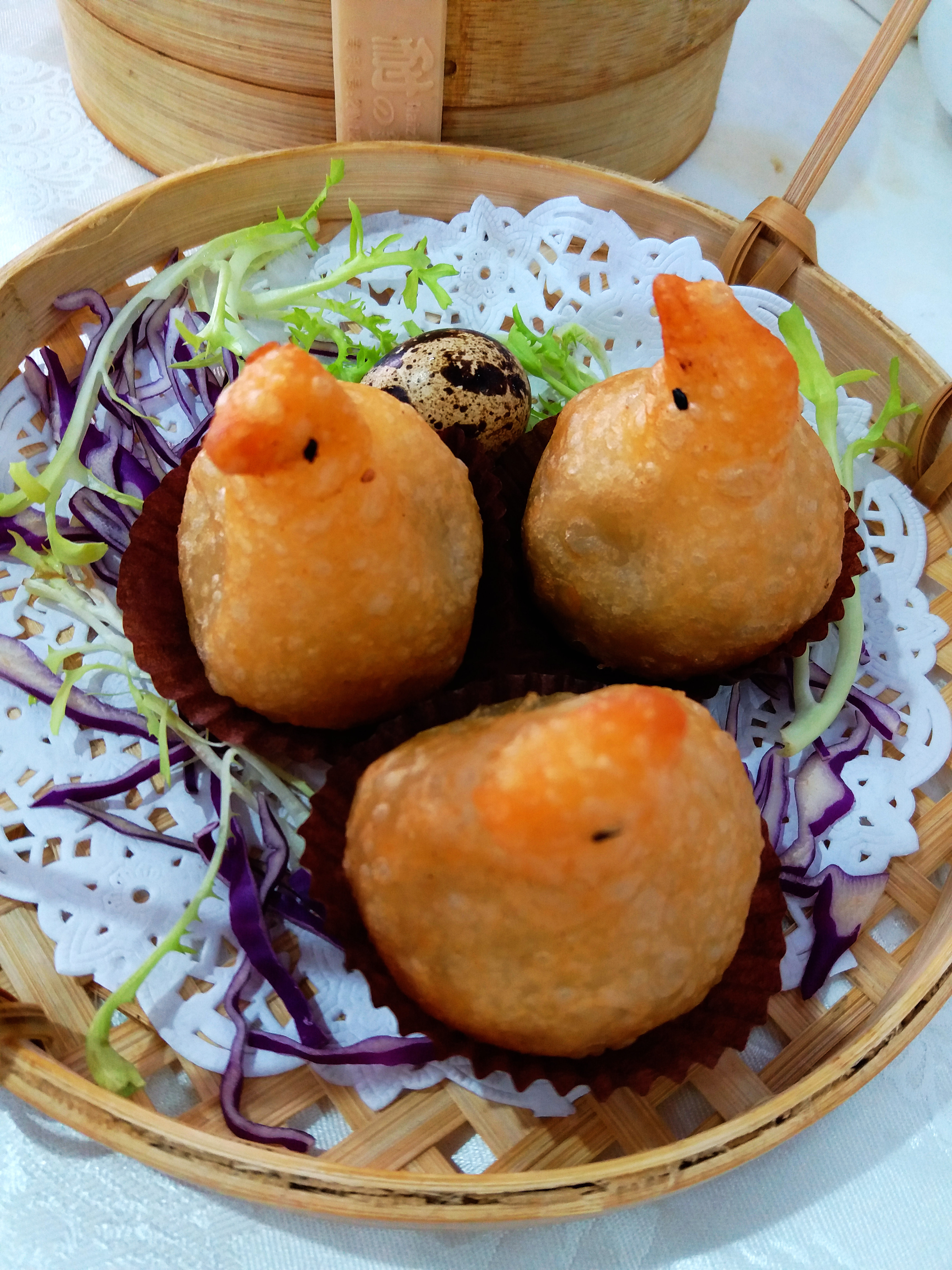
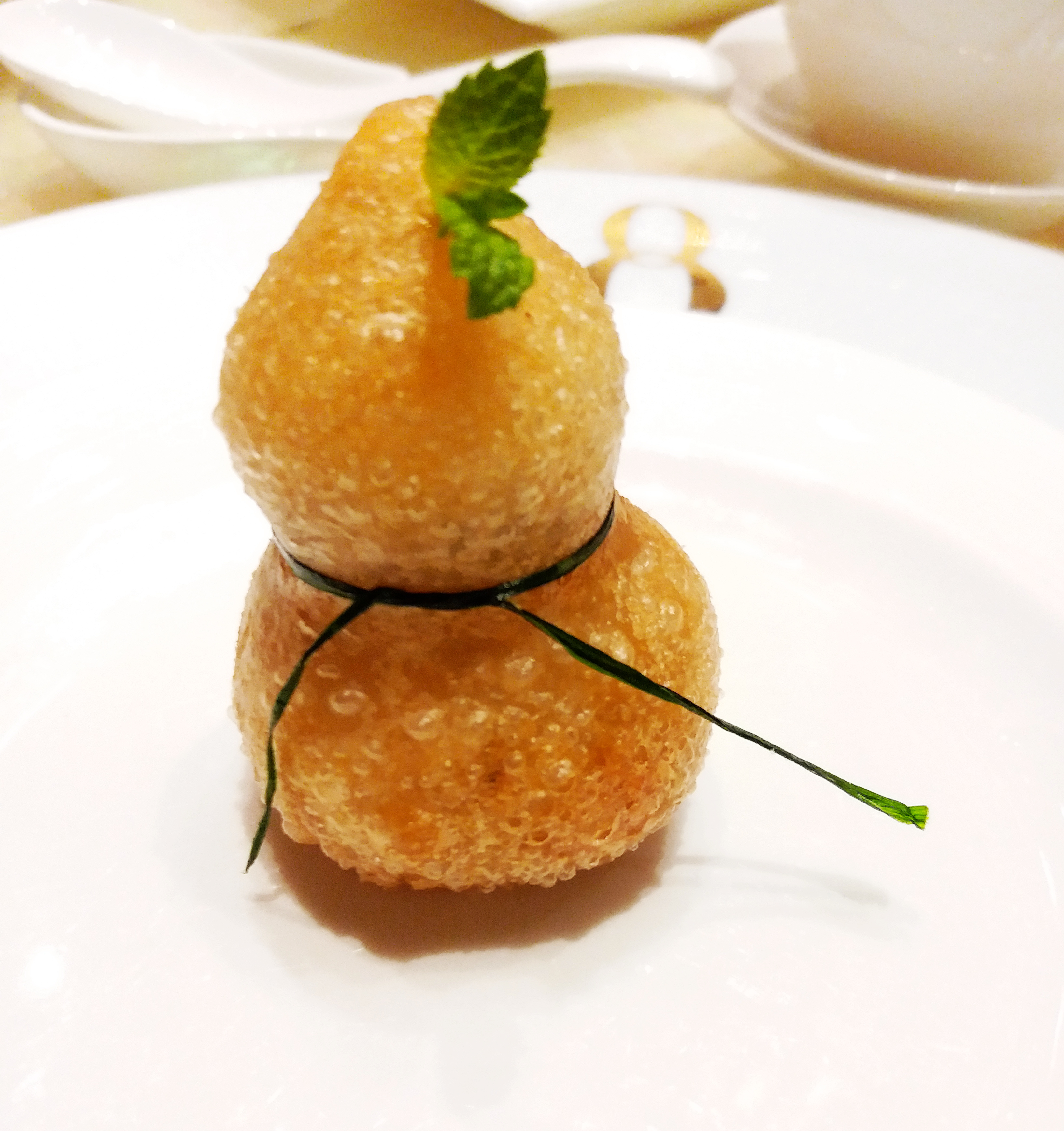
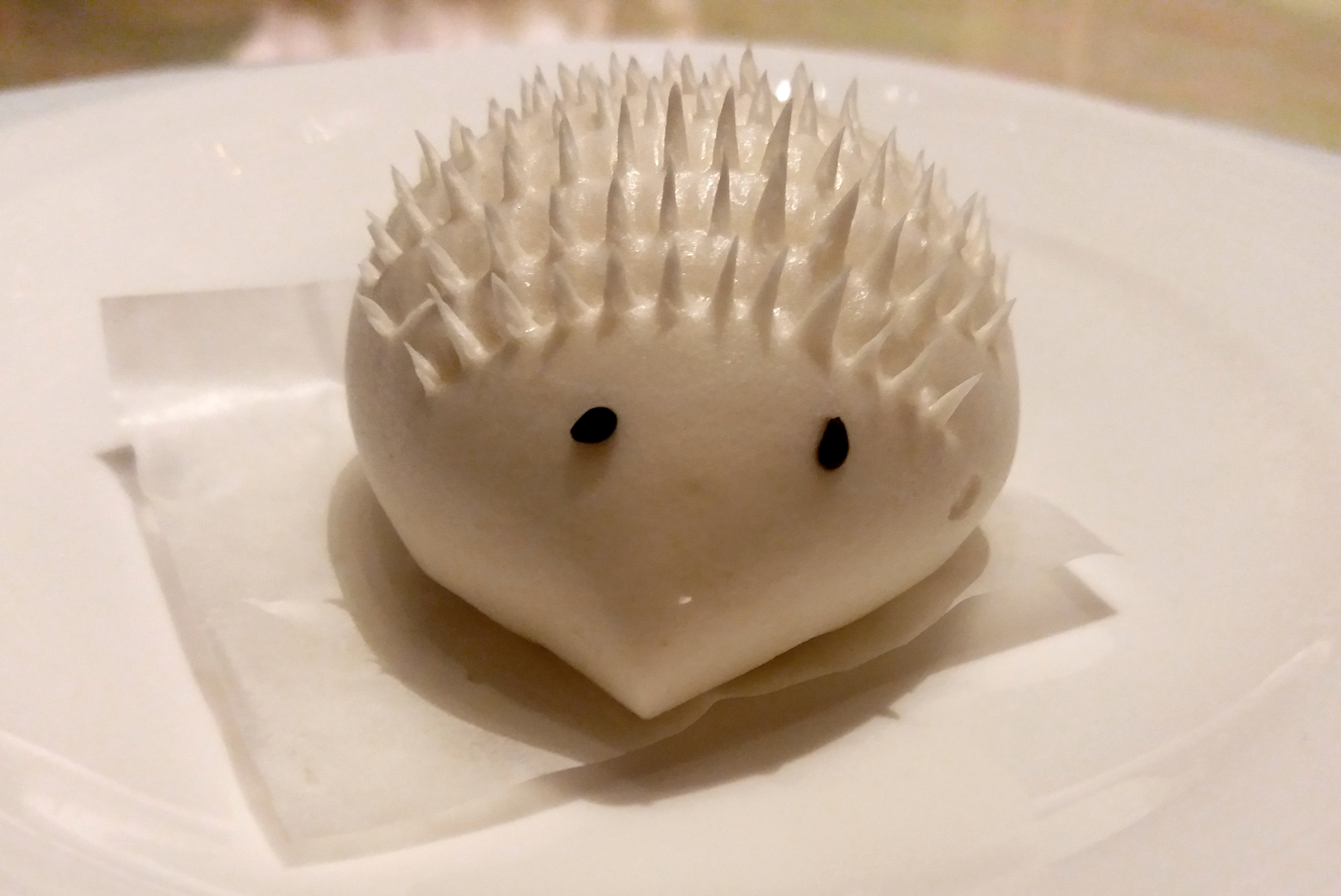
蒸包